# Richard Greenblatt
Richard D. Greenblatt (25 de dezembro de 1944) é um programador americano. Juntamente com Bill Gosper, ele pode ser considerado como um dos fundadores da cultura hacker  e ocupa um lugar de destaque nas comunidades da linguagem de programação Lisp e do Laboratório de Inteligência Artificial do Instituto de Tecnologia de Massachusetts (MIT). 

## História
Greenblatt nasceu em Portland, Oregon, em 25 de dezembro de 1944. Sua família se mudou para Filadélfia, Pensilvânia, quando ele era criança. Mais tarde, ele se mudou para Columbia, Missouri, à época uma cidade de 30.000 habitantes, onde de fato teria passado a maior parte de sua infância com sua mãe e irmã após o divórcio de seus pais. 

## Carreira

### Tornando-se um programador
Greenblatt matriculou-se no MIT no outono de 1962, e em seu segundo semestre como estudante de graduação encontrou o Clube de Ferromodelismo do MIT. À época, com o intuito de automatizar a tediosa escrita de tabelas de horários para a rede de trens da maquete do clube, Peter Samson havia escrito um programa em Fortran para as máquinas da série IBM 709. 
Greenblatt sentiu-se compelido a implementar um compilador da linguagem Fortran para a máquina PDP-1, que não possuía um na época. Não havia tempo de processador disponível no modelo para depurar o compilador ou sequer digitá-lo. 
Anos depois, alguns elementos desse compilador foram combinados com as ideias de outro membro do clube, Steven Piner, que havia escrito um antigo compilador de Fortran para a máquina PDP-4 enquanto trabalhava na Digital Equipment Corporation. 
A nova implementação deu "sinais de vida", mas neste momento a necessidade percebida de um compilador Fortran já havia evaporado, e o desenvolvimento do compilador foi abandonado. 
Esta e outras experiências no clube, especialmente a influência de Alan Kotok, que trabalhou na DEC e foi um dos assistentes da equipe de design do computador PDP-6, levou Greenblatt ao Laboratório de Inteligência Artificial, onde passou a se tornar um "hacker de hackers, conhecido por sua habilidade em programação", como descrito em Hackers: Heroes of the Computer Revolution, de Steven Levy, e por Gerald Jay Sussman e Harold Abelson, quando disseram que tiveram a sorte de ter sido programadores aprendizes com Bill Gosper e Greenblatt. 
De fato, ele gastou tanto tempo programando as máquinas da família PDP que acabou perdendo sua vaga no MIT ainda no primeiro ano, tendo que arranjar um emprego na Charles Adams Associates até que o laboratório o contratou 6 meses depois. 

### Lisp Machines Incorporated
Em 1979, ele e Tom Knight  criaram a máquina Lisp do MIT. Ele fundou a Lisp Machines, depois renomeada Gigamos Systems, de acordo com sua visão de uma empresa de computadores ideal para hackers, em oposição aos ideais mais comerciais da Symbolics. 

## Contribuições ao desenvolvimento de software
Ele foi o principal implementador do Maclisp no PDP-6 e também autor do Mac Hack, o primeiro programa de computador a jogar xadrez no nível do torneio e o primeiro a competir em um torneio de xadrez humano. 
O cético da inteligência artificial, Hubert Dreyfus, que famosamente alegou que os computadores não seriam capazes de jogar xadrez de alta qualidade, foi derrotado pelo programa, marcando o início de desempenhos "respeitáveis" no xadrez. 
Em 1977, o campeão invicto Bobby Fischer jogou três jogos em Cambridge, Massachusetts, contra o programa de computador de Greenblatt, e Fischer venceu todos eles. Greenblatt, juntamente com Tom Knight e Stewart Nelson, co-escreveu o Incompatible Timesharing System (ITS), um sistema operacional de compartilhamento de tempo altamente influente para o PDP-6 e PDP-10 usado no MIT.